# Baynia dismutata
Baynia dismutata es una especie de polillas de la familia Geometridae. Fue descrita por primera vez por William Warren en 1904 y se puede encontrar distribuidas en Argentina. El holotipo de la especie fue descrita en la Provincia de Tucumán a una altitud de 700 metros (2296,6 pies) sobre el nivel del mar.